# Myrtle Bachelder
Myrtle Claire Bachelder (Orange, 13 de marzo de 1908 - Chicago, 22 de mayo de 1997) fue una química estadounidense y oficial del Cuerpo de Mujeres del Ejército, destacada por su trabajo secreto en el programa de la bomba atómica del Proyecto Manhattan y por el desarrollo de técnicas en la química de los metales.

## Infancia y carrera
Bachelder nació el 13 de marzo de 1908 en Orange (Massachusetts). Obtuvo una licenciatura en ciencias de Middlebury College en 1930 y se convirtió en profesora de ciencias y entrenadora de atletismo en una escuela secundaria en South Hadley (Massachusetts). Recibió su maestría en educación de la Universidad de Boston.

## Segunda Guerra Mundial: la bomba atómica
Durante la Segunda Guerra Mundial, Bachelder se alistó en el Cuerpo de Mujeres del Ejército (Women's Army Corps, WAC en sus siglas en inglés) en noviembre de 1942, en la sede de Springfield (Massachusetts). Después de pasar un tiempo entrenando en bases militares en varios estados de Estados Unidos, recibió órdenes de asignarla al Destacamento de la Compañía 'D' WAC del Distrito de Manhattan, Cuerpo de Ingenieros del Ejército de los Estados Unidos. Su misión secreta era dirigir un grupo de 15 a 20 mujeres del WAC, destacadas en Des Moines (Iowa), a Fort Sill (Oklahoma), y de allí a Santa Fe (Nuevo México). Ella y las mujeres bajo su mando llegaron a Los Álamos (Nuevo México) el 21 de octubre de 1943. Sin embargo, Bachelder informaba a otra mujer llamada Helen E. Mulvihill. Bachelder y las otras mujeres vivían en una residencia que ahora es un hito histórico.
"Manhattan" era el nombre en clave de la división militar especial dedicada al desarrollo de un arma atómica. En el laboratorio clandestino de un sitio remoto del desierto de Los Álamos, Bachelder fue responsable del análisis de la espectroscopia de los isótopos de uranio y el descubrimiento de técnicas para la radiación X. Como el isótopo de uranio-235 es fisionable, mientras que el isótopo de uranio-238 no lo es, el papel de Bachelder en el proyecto fue una tarea crucial: asegurar la pureza del material subcrítico, y por lo tanto la explosión nuclear, de la primera bomba atómica mundial.

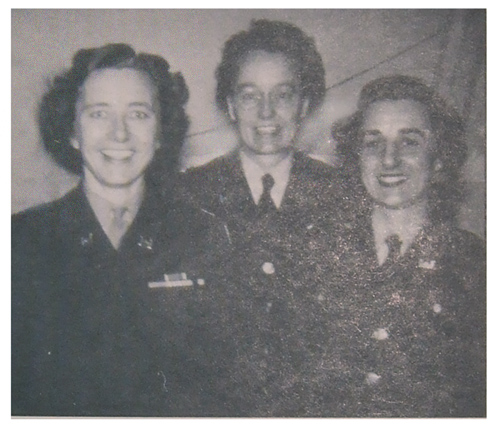
Bachelder (centro) en Los Álamos en 1946, con la capitana Arlene Scheidenhelm, directora del WAC, distrito de Manhattan (izquierda), y la primera teniente Marguerite Carrera, oficial al mando, destacamento del WAC Los Álamos (derecha)

Estos métodos se utilizaron durante la preparación del plutonio-239, el material fisionable utilizado en la construcción de la bomba atómica para la prueba nuclear Trinity, el 16 de julio de 1945. Se utilizaron métodos análogos para el arma de uranio, cuyo nombre en código es "Little Boy", que destruyó Hiroshima (Japón), el 6 de agosto de 1945, y para la bomba de plutonio que destruyó Nagasaki (Japón) el 9 de agosto de 1945, lo que condujo a la rendición japonesa. El programa secreto estaba bajo la dirección general de J. Robert Oppenheimer, a quien Bachelder describió como:
Un "hombre de lápiz y papel", inmerso en la teoría física, que estaba más que asombrado por la maquinaria del laboratorio de Los Álamos. Bachelder recordaba a Oppenheimer de pie frente al instrumento más importante y caro de su laboratorio pulsando botones al azar . Preguntaba "¿Qué hace esto?" Luego pulsaba otro botón ... Podría haber destrozado la máquina si no se le hubiera convencido finalmente de que la dejara en paz.

## Contribución a los desarrollos de posguerra en energía nuclear
El desenlace de la Segunda Guerra Mundial fue también el inicio de una nueva "Era Atómica", en la que comenzó a explorarse el potencial de la energía nuclear en tiempos de paz. Bachelder estuvo entre el grupo de científicos que se opusieron al proyecto de ley May-Johnson de octubre de 1945, un proyecto de ley del Congreso propuesto por el Comité Interino, que habría mantenido el control militar sobre la investigación nuclear. El proyecto de ley fue derrotado en el Congreso y reemplazado por la Ley de Energía Atómica McMahon. En enero de 1947, la recién formada Comisión de Energía Atómica aprobó la desclasificación de 270 documentos previamente secretos. Estos incluyeron descubrimientos relacionados con la radiación X y la purificación de minerales de uranio, que había realizado Bachelder durante el curso del esfuerzo bélico. En este momento, también se reconoció la rareza y la importancia de los logros de Bachelder como mujer en la ciencia.

## Investigación científica y carrera posterior
Después de dejar el ejército, Bachelder se convirtió en química investigadora en la Universidad de Chicago, donde se logró la primera reacción nuclear autosostenida, en 1942. El Premio Nobel James Franck había sido Director de la División de Química del Laboratorio Metalúrgico durante las primeras fases del Proyecto Manhattan. Bachelder se unió al Instituto para el Estudio de los Metales de la Universidad (rebautizado como Instituto James Franck en 1967) y realizó más investigaciones en metaloquímica.
Entre otros logros, Bachelder desarrolló métodos para la purificación de los elementos raros telurio e indio. Otros aspectos de su amplia experiencia científica encontraron aplicación en el campo de la arqueología marina, cuando determinó la composición química de los cañones de bronce encontrados en el Mar Egeo en barcos hundidos. También hizo contribuciones a la astroquímica, cuando la NASA le pidió que analizara la química de las rocas lunares que se habían recolectado de la superficie de la Luna durante las misiones Apolo de 1969 a 1972.
Bachelder se retiró del Instituto Franck en 1973 y, posteriormente, participó activamente como funcionario de la Asociación Estadounidense de Personas Jubiladas (AARP). Murió en Chicago el 22 de mayo de 1997.

## Reflexiones
Bachelder creía que su papel en el desarrollo de la bomba atómica, y el posterior uso de armas atómicas contra Japón, se había justificado para poner fin a la Segunda Guerra Mundial y evitar una mayor pérdida de vidas que habría acarreado en territorio estadounidense la invasión y prolongación del conflicto con Japón. Posteriormente, durante el período de las Conversaciones sobre Limitación de Armas Estratégicas, Bachelder afirmó que, aunque apoyaba el control de armas nucleares:
Los que se oponen a las armas nucleares deben resistir el impulso de sacar el esfuerzo de construcción de bombas de la década de 1940 de su contexto histórico adecuado: "No se puede sacar esa actividad de esa época, situarla en la década de 1980 y emitir un juicio".
Durante la vida de Bachelder siempre hizo tiempo para sus voraces hábitos de lectura. "Ella aprovechó al máximo cada día. Ella también sabía la importancia de trabajar duro, ignorar el reloj y siempre desafiarse a sí misma". 